# Bronisławów (powiat piaseczyński)
Bronisławów – wieś sołecka w Polsce położona w województwie mazowieckim, w powiecie piaseczyńskim, w gminie Prażmów.
| SIMC    | Nazwa                | Rodzaj    |
| ------- | -------------------- | --------- |
| 0007090 | Czachówek Południowy | część wsi |

W latach 1975–1998 miejscowość należała administracyjnie do województwa warszawskiego.